# Ivantosaurus
Ivantosaurus  (en griego "lagarto de Iván") es un género extinto de terápsidos, que vivió en Rusia durante el Wordiense del período Pérmico. Se conoce solamente por los restos fragmentarios de su quijada, el holotipo (PIN 1758/292). Era carnívoro

## Descripción

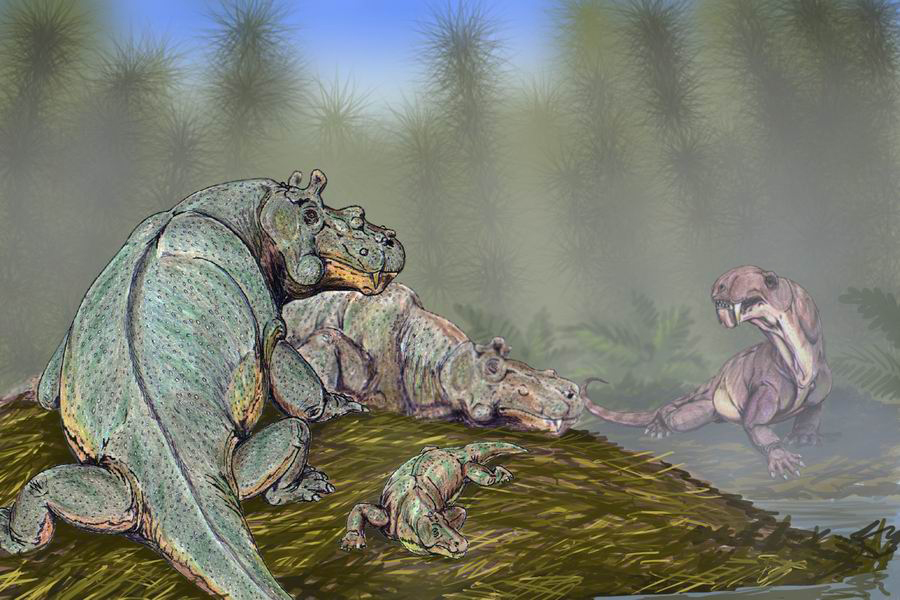
Un Ivantosaurus (al fondo), junto a un Estemmenosuchus.

Tenía una longitud de 6 metros y 2 metros de altura y pesaba 1,6 toneladas. Dos pares de dientes caninos se ubicaban a cada lado en la quijada. Es posible que este terápsido tuviera una dentadura única (ningún otro animal conocido tiene dos sistemas de dientes caninos pares), pero lo más probable es que se tratara de un diente de reemplazo que crecía detrás del primer diente y cuando este se perdía procedía a remplazarlo.

## Clasificación
Algunos paleontólogos han sugerido que Ivantosaurus es una especie grande de Eotitanosuchus.